# Beg for Mercy
Beg For Mercy es el álbum debut del grupo G-Unit compuesto por 50 Cent, Lloyd Banks y Young Buck, con el apoyo de Tony Yayo. El álbum, lanzado en 2003, fue doble platino en Estados Unidos y vendió seis millones de copias en todo el mundo.

## Ventas y premios
En su primera semana de ventas, Beg For Mercy vendió 377.000 copias Se han vendido 2,7 millones de unidades en los EE.UU y 6 millones de ejemplares en todo el mundo. ha sido disco de platino dos veces por la RIAA.

## Lista de canciones
| N.º     | Título                                      | Escritor(es)       | Intréprete original | Duración |  |
| 1.      | «G-Unit»                                    | Curtis Jackson III | Hi-Tek              | 3:29     |  |
| 2.      | «Poppin' Them Thangs»                       | Jackson            | Dr. Dre             | 4:00     |  |
| 3.      | «My Buddy»                                  | Jackson            | Thayod Ausar        | 3:44     |  |
| 4.      | «I'm So Hood»                               | Jackson            | DJ Twins            | 2:25     |  |
| 5.      | «Stunt 101»                                 | Jackson            | Mr. Porter          | 3:52     |  |
| 6.      | «Wanna Get to Know You» (featuring Joe)     | Jackson            | Red Spyda           | 4:25     |  |
| 7.      | «Groupie Love» (featuring Butch Cassidy)    | Jackson            | Midi Mafia          | 4:14     |  |
| 8.      | «Betta Ask Somebody»                        | Jackson            | Jake One            | 3:53     |  |
| 9.      | «Footprints»                                | Jackson            | Nottz               | 4:21     |  |
| 10.     | «Eye for Eye»                               | Jackson            | Hi-Tek              | 3:55     |  |
| 11.     | «Smile»                                     | Jackson            | No I.D.             | 3:38     |  |
| 12.     | «Baby U Got»                                | Jackson            | Megahertz           | 4:03     |  |
| 13.     | «Salute U»                                  | Lloyd              | 7th EMP             | 3:00     |  |
| 14.     | «Beg for Mercy»                             | Jackson            | Sha Money XL        | 2:38     |  |
| 15.     | «G'd Up»                                    | Jackson            | Dr. Dre             | 4:47     |  |
| 16.     | «Lay You Down»                              | Jackson            | DJ Khalil           | 4:03     |  |
| 17.     | «Gangsta Shit»                              | Jackson            | Needlz              | 4:12     |  |
| 18.     | «I Smell Pussy»                             | Jackson            | Sam Sneed           | 3:58     |  |
| 19.     | «Collapse (G-Unit Freestyle)» (Bonus Track) | Jackson            | Eminem              | 1:37     |  |
| 1:10:14 |                                             |                    |                     |          |  |